# 창원 성주사 목조석가여래삼불좌상
창원 성주사 목조석가여래삼불좌상(昌原 聖住寺 木造釋迦如來三佛坐像)은 대한민국 경상남도 창원시 천선동, 성주사에 있는 조선시대의 불상이다. 2011년 12월 23일 대한민국의 보물 제1729호로 지정되었다.

## 개요
이 삼존불상은 17세기 대 들어 크게 유석가여래, 약사여래, 아미타여래로 구성된 공간적 삼세불이다. 조성시주기에 따르면, 이 불상은 1655년 봄부터 불상제작을 시작하여 그 해 가을에 조성공사를 마치고 복장 점안을 하여 마무리하였다고 한다. 조성에 참여한 조각승은 녹원(鹿元), 지현(知玄), 찬인(贊印), 혜정(惠淨), 도성(道聖), 명신(明信), 긍성(肯聖), 명안(明眼), 학륜(學倫), 인종(印宗), 인신(印信) 등이다.
수조각승 녹원은 이 작품 이외 1659년에 《기장 장안사 석가여래삼불상》과 1673년 《웅천 성흥사 목조지장시왕상》 조성에 수조각승으로 참여한 바 있다. 현재 수조각승 녹원의 작품 중 이 불상보다 연대가 올라가는 불상은 아직 발견된 바 없기 때문에 이 작품은 녹원의 작품세계를 이해하는 데 매우 중요한 위치에 있다.
삼존은 모두 육계가 드러나지 않는 반구형의 머리, 일정한 규칙을 가지고 부착한 나발, 이마가 넓고 턱 부분이 좁은 역 사다리꼴의 갸름한 얼굴형, 부드럽게 반개 한 눈, 낮은 코 뿌리에서 갑자기 돌출한 큼직한 코, 부드러운 입술, 두툼한 턱, 그리고 원통형의 목에 세밀하게 새긴 삼도, 두터운 대의에 표현된 힘 있는 주름 등에서 수조각승 녹원의 조각적 역량과 작품경향을 엿볼 수 있다.
이러한 조각적 특징은 수화승 녹원이 이 보다 3년 뒤에 제작한 《기장 장안사 대웅전 석가여래삼불상》에서도 볼 수 있다. 그러나 조각적 완성도나 종교적, 예술적 감성은 이 삼불상이 단연 돋보인다.
이 삼불상은 수화승 녹원의 가장 이른 시기 작품이자 그의 작품 중에서 단연 돋보이는 작품으로, 조각승 녹원의 작품세계와 활동, 그리고 17세기 중엽경의 조각사를 연구하는데 기준으로 삼을 수 있는 작품이다.

## 같이 보기
- 성주사

## 참고 자료
- 창원 성주사 목조석가여래삼불좌상 - 국가유산청 국가유산포털